# Ном (жанр)
Ном (др.-греч. νόμος закон, обычай, установление) в Древней Греции — текстомузыкальная и музыкальная (без поэтического текста) форма, либо особый музыкальный жанр, посвящённые Аполлону. Несмотря на значительное количество свидетельств о номе в древнегреческих трактатах и литературных сочинениях (Пиндар, Эсхил, Софокл, Аристофан, «Проблемы» Псевдо-Аристотеля, Страбон, Аристид Квинтилиан, Псевдо-Плутарх и др.), а также во многих позднейших греческих справочниках («Хрестоматия» Прокла, «Ономастикон» Поллукса, «Суда» и др.), точное значение термина остаётся неясным. Музыкальных (нотированных) памятников нома не сохранилось.

## Свидетельства и гипотезы
С большой вероятностью, ном был формой и жанром установленного образца. Солисты (поэты-музыканты) исполняли номы на состязаниях «ристателей» (др.-греч. ἀγωνισταί), в ходе общегреческих игр (начиная с Пифийских игр VI в.). Источники различают 4 вида нома: кифародический ном (др.-греч. νόμος κιθαρῳδικός; кифародия — пение под кифару), авлодический ном (др.-греч. νόμος αὐλῳδικός; авлодия — пение в сопровождении авлоса), кифаристический ном (др.-греч. νόμος κιθαριστικός; кифари́стика — искусство игры на кифаре, без пения) и авлетический ном (др.-греч. νόμος αὐλητικός; авле́тика — искусство игры на авлосе, без пения). Изобретение кифародического нома (считавшегося древнейшим и этически наиболее значимым) античные авторы связывали с Терпандром, авлодического — с Клона́сом и Ардалом (жили поколением позже Терпандра). Изобретателями более поздних, инструментальных, номов называют Сакада Аргосского и Олимпа Мисийского (авлетика). Реформировал ном скандальный поэт-музыкант Тимофей Милетский, которому Суда приписывает сочинение 19 новых номов. Знаменитый своими авангардистскими новшествами ном Тимофея «Персы» выиграл на афинских играх, которые проходили в 420 или 416 гг. По утверждению писателя III в. до н.э. Сатира Перипатетика («Жизнь Еврипида»), прелюдию к этому ному написал другой прославленный новатор — Еврипид.  
Наиболее загадочен «многоглавый» авлетический ном (др.-греч. πολυκέφαλος νόμος), изобретение которого Пиндар приписывает самой Афине Палладе: 

Когда богиня-девица спасла своего дорогого друга от тяжких трудов, она придумала всезвучную авлическую мелодию (др.-греч. αὐλῶν πάμφωνον μέλος), в подражание воплям, извергавшимся из челюстей Эвриалы. Богиня открыла её [для себя], но когда она решила открыть её смертным, она назвала [эту мелодию] многоглавым номом, с тем чтобы волновать людей напоминанием о славном состязании...— Пиндар. Пифийская ода № 12
Номы представляли собой развёрнутые композиции, состоявшие из нескольких разделов (по одной из гипотез, «многоглавый» в описанном номе представляет собой как раз ссылку на его многосоставность). Страбон описывает (пифийский) ном как пятичастную форму, Псевдо-Плутарх — как трёхчастную, Поллукс насчитывает семь частей. По характеру (этосу) ном описывался как расслабленный, пышный и величественный.
Крупный исследователь античной музыки и музыкальной теории Т. Матисен считает ном изысканной текстомузыкальной формой (англ. musico-poetic form), высказывает гипотезу, что музыка нома «содержала ритмоформулы, совсем не очевидные в [стихотворном] тексте, часто модулировала, притом временами — в весьма отдалённые тоны, [в мелодии] использовались интервальные скачки́ и хроматика». Трёхчастный ном Матисен сравнивает с так называемой гирляндой раг, в оригинальной терминологии — «рагамала». В композиционных принципах семичастного Терпандрова нома (как его описывает «Ономастикон» Поллукса, IV.66) исследователь усматривает аналогию композиционным принципам раги: «алапа» (прелюдия, экспозиция интервального рода, ладового звукоряда и склада) сравнивается с номическими разделами др.-греч. ἀρχά и др.-греч. μεταρχά; «стхайи» и «антара» (экспозиция первой и второй мелодий — того рода и лада, которые были установлены в разделе «алапа») — с разделами др.-греч. κατατροπά и др.-греч. μετακατατροπά; «санчари» (развивающий раздел, разработка тематического материала) — с разделом др.-греч. ὀμφαλός; «абхог» (заключительная часть, кода) — с разделом др.-греч. σφραγίς. Для седьмой части нома (др.-греч. ἐπίλογος) аналога в раге Матисен не показывает.
Ю.Н. Холопов предполагает, что ном представлял собой мелодию-модель (совокупность известных каждому мелодических формул), к которой поэт-музыкант по мере необходимости приспосабливал различные стихи. Отсутствие записанных номов учёный объясняет тем, что такие узаконенные в традиции мелодии были и без того общеизвестны: 

Популярные мелодии-попевки были у всех на слуху, статуарно-негнущийся греческий ритм был задан и записан (!) в стихах. Таким образом, и лад, и ритм зафиксированы, пению с собственным аккомпанементом всех учили в школе, а знаменитое глубочайшее впечатление от пения аэда оставляло всё мусическое целое, где на первом плане, конечно же, были изумительно гениальные песни-стихи поэта.— Холопов Ю.Н. Об античной ритмике (1996)